# Canton (Georgia)

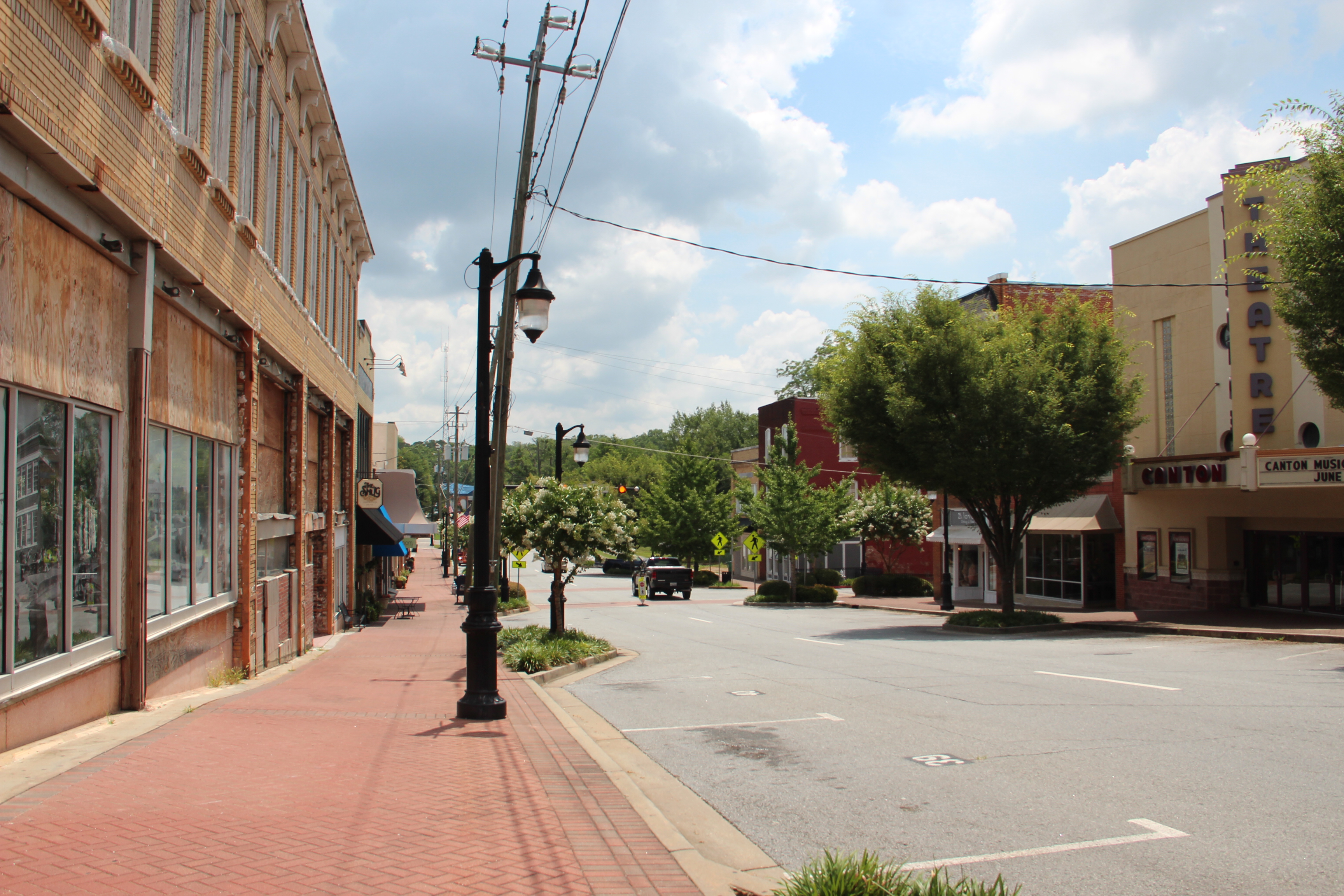
Główna ulica w Canton.

Canton – miasto w Stanach Zjednoczonych, w stanie Georgia, stolica hrabstwa Cherokee. Według spisu w 2020 roku liczy 33 tys. mieszkańców, w tym 58,5% stanowiły osoby białe nielatynoskie. Jest częścią obszaru metropolitalnego Atlanty.